# Succorpo di Sant'Erasmo

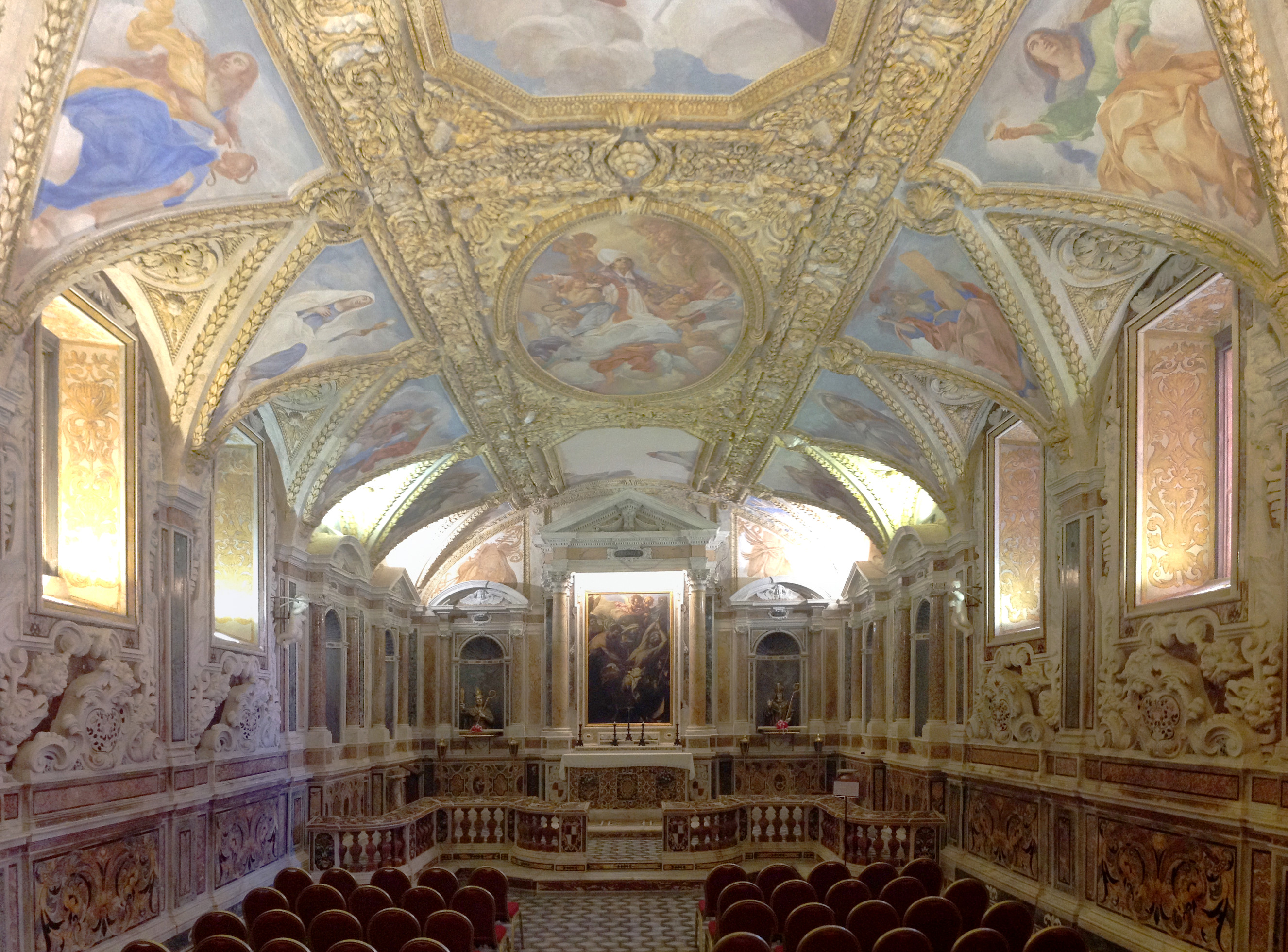
Il succorpo di Sant'Erasmo.

Il succorpo di Sant'Erasmo è una cappella situata all'interno della cattedrale dei Santi Erasmo e Marciano e di Santa Maria Assunta a Gaeta, corrispondente alla cripta della basilica. Importante esempio di architettura barocca napoletana, rappresenta all'interno della cattedrale di Gaeta l'unico ambiente unitario nello stile ed immutato nella sua conformazione originaria. Il succorpo accoglie le reliquie dei santi Erasmo di Formia e Marciano di Siracusa, patroni della città di Gaeta.

## Storia

### L'incorpo medievale

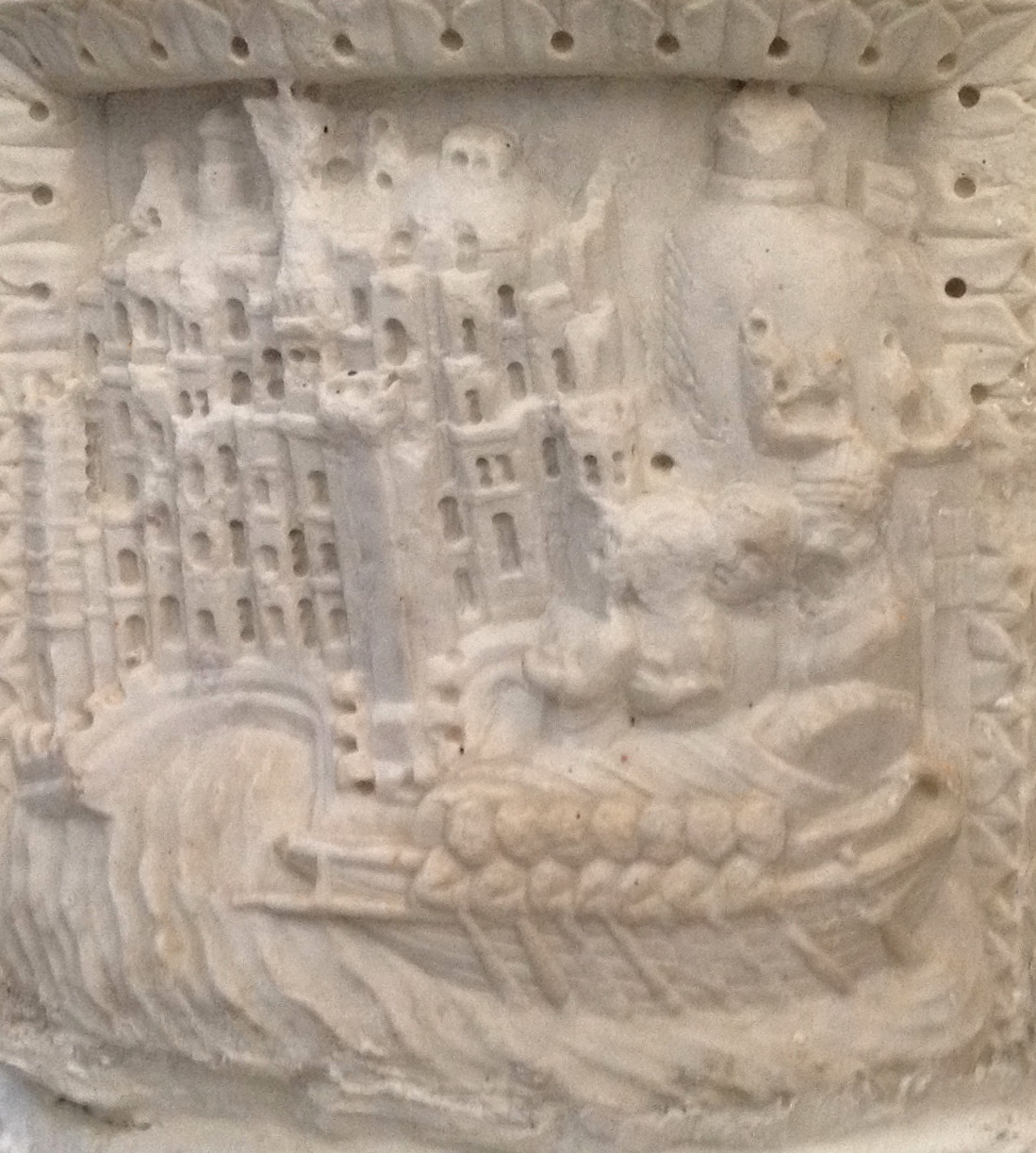
Ingresso delle reliquie di Sant'Erasmo nella città di Gaeta, formella dalla colonna del cero pasquale della cattedrale di Gaeta (seconda metà del XIV secolo).

Nell’842 il vescovo di Formia Giovanni III, a causa delle incursioni saracene, volle traslare le spoglie mortali dei martiri Erasmo, Innocenzo e Probo dal luogo di sepoltura originario (sul quale era poi sorta la cattedrale di Sant'Erasmo) alla chiesa di Santa Maria del Parco nella più sicura Gaeta (nell'870 circa venne trasferita a Gaeta anche la sede vescovile). Esse vennero murate all'interno di un pilastro e ivi rimasero fino quando furono ritrovate dal vescovo Bono, attestato dal 919; per commemorare tale avvenimento, gli ipati Giovanni patrizio imperiale e Docibile II suo figlio coniarono una medaglia (o un sigillo) in piombo considerata la più antica medaglia coniata a Gaeta. Venne appositamente costruita per accogliere le reliquie una cappella ipogea denominata "incorpo", situata sotto l'area meridionale della chiesa, all'interno del cui altare insieme alle spoglie dei santi Erasmo, Innocenzo e Probo (poste all'interno di un unico sarcofago) vennero poste anche quelle di san Marciano di Siracusa (giunte a Gaeta probabilmente nel X secolo). Nel 918 furono rinvenute in Santa Maria del Parco, all'interno dell'altare dedicato alla santa, le spoglie mortali della martire Eupuria in seguito ad un evento miracoloso.
A partire dal 978 la cattedrale venne ampliata e fu consacrata il 22 gennaio 1106 da papa Pasquale II e dedicata a santa Maria Assunta e a sant'Erasmo (doppia intitolazione attestata dal 995) e probabilmente anche a san Marciano e san Probo. Alla metà del XIII secolo l'edificio fu oggetto di un importante intervento di ampliamento che lo portò ad acquisire una pianta a sette navate e probabilmente un orientamento invertito rispetto a quello originario, con l'abside a nord anziché a sud. Nel 1049 invece era stata portata a termine l'edificazione del battistero, dedicato a San Giovanni in Fonte, situato a ridosso del lato settentrionale della chiesa, a lato del campanile.
L'incorpo di Sant'Erasmo, in quanto luogo di particolare devozione popolare nei confronti del santo, era posto sotto il patronato del magistrato civico di Gaeta cui spettava la nomina di due procuratori, dei quali l'uno scelto tra i nobili, l'altro tra i mercanti, che a partire dal 1515 furono quattro (due nobili, un mercante e un borghese). Tali procuratori poi, insieme ai giudici della città, a loro volta nominavano i deputati per l'organizzazione della festa di Sant'Erasmo (la cui memoria liturgica è il 2 giugno) che aveva grande concorso di popolo proveniente anche dalle località circostanti Gaeta anche per la "caccia al bufalo", manifestazione derivata dalla corrida, introdotta sotto la dominazione spagnola della città (1504-1734) e soppressa nel 1862. Fino alla metà del XVI secolo le entrate della cappella erano costituite dal contribuito annualmente versato dal magistrato civico per la festa di Sant'Erasmo, dalle offerte dei privati e dalle multe inflitte ai trasgressori degli statuti di Gaeta; successivamente fu destinataria di ingenti elargizioni pubbliche delle quali la prima fu nel 1559 da parte del vescovo Antonio Lunello cui seguì nel 1560 una della città, con conseguente istituzione di una rendita annua da versare in più rate.

### L'edificazione del succorpo

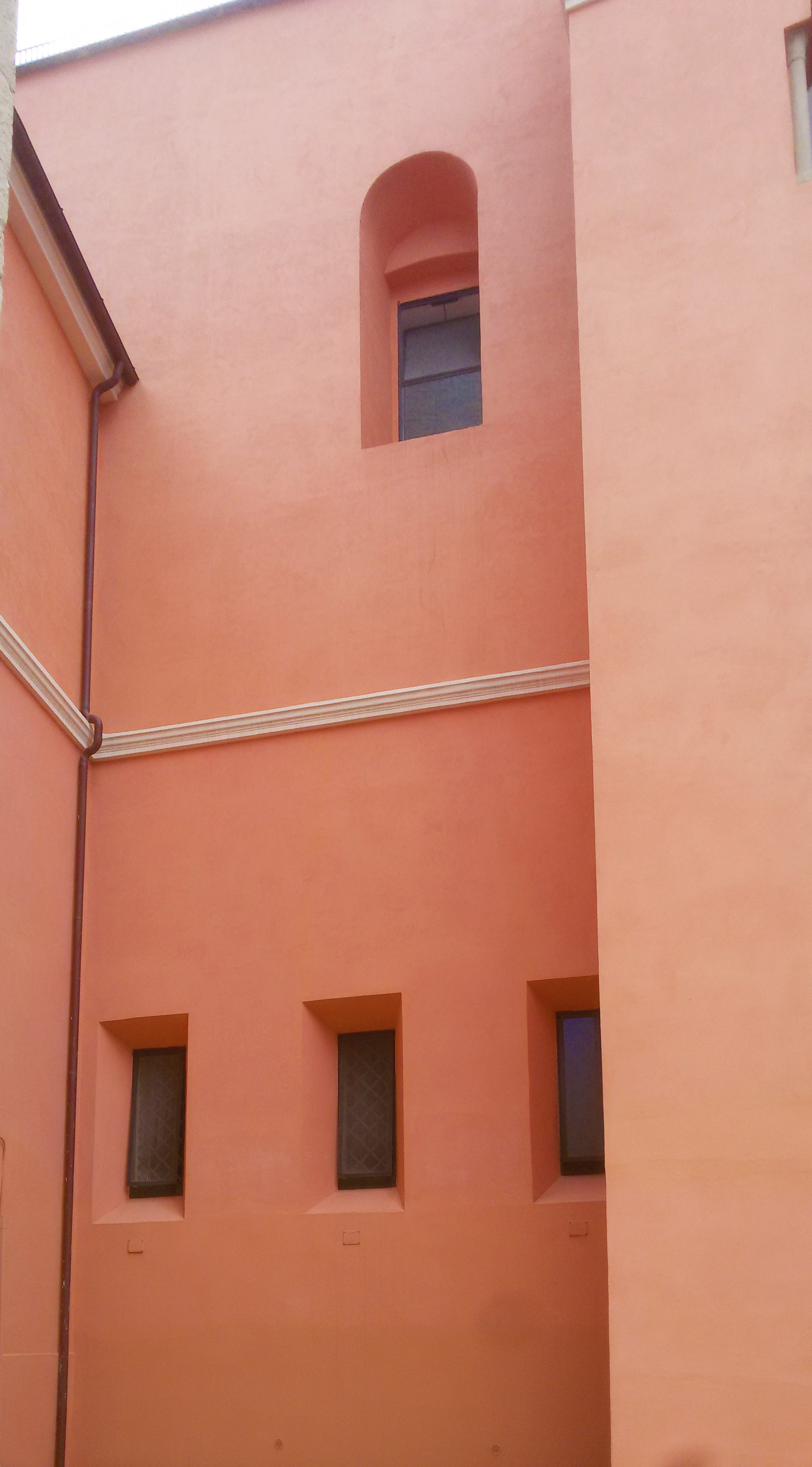
Esterno dell'abside cinquecentesca con, in basso, le finestre rettangolari del succorpo.

Nel 1569 il vescovo Pedro Lunello tentò di intromettersi nel controllo della cappella alla ricerca di fondi pubblici per costruire un nuovo coro per la cattedrale per adeguarla alle direttive del Concilio di Trento che, tra le altre, prevedeva un aumento del numero dei canonici (avvenuto a Gaeta nel 1547); tale azione non fu affatto gradita da parte del magistrato civico che anzi revocò i finanziamenti precedentemente promessi; le divergenze tra vescovo e città furono superate nel 1584 probabilmente in seguito all'inserimento nel progetto di un rifacimento dell'incorpo.
Per la costruzione del nuovo coro e del sottostante cappella di Sant'Erasmo furono demolite alcune case retrostanti la cattedrale, che insistevano sul sito dell'antico battistero di San Giovanni in Fonte che già nel 1569 risultava da tempo non più esistente; la muratura del corpo di fabbrica fu portata a termine nel 1586. Nuovo impulso per il completamento dell'opera fu dato da Alfonso Laso Sedeño, divenuto vescovo di Gaeta nel 1587; i lavori furono finanziati dal comune a più riprese a partire dal 1589. Nel 1594 il vescovo ordinò che venisse fatta una ricognizione canonica delle reliquie conservate nell'incorpo che ebbe luogo il 24 ottobre alla presenza delle autorità cittadine e del priore di San Domenico che presiedette il rito; da questa emerse che all'interno di due casse erano accolte le spoglie rispettivamente dei santi Erasmo, Probo ed Innocenzo e di san Marciano. Nel 1597 venne benedetta la nuova abside dal vescovo di Fondi Giovanni Battista Comparini (dal momento che la sede gaetana era vacante per il trasferimento di Alfonso Laso Sedeño a quella cagliaritana), mentre la sottostante cappella di Sant'Erasmo (popolarmente chiamata "succorpo") rimase incompiuta. Il nuovo vescovo di Gaeta Giovanni de Ganges, al quale già nel 1598 (pochi mesi dopo il suo insediamento) il magistrato civico aveva negato di poter visitare il succorpo per evitare ingerenze nell'amministrazione dello stesso, nel 1600 «ritenendo di averne la giusta autorità, chiese ufficialmente ai procuratori della cappella di Sant'Erasmo di consegnargli i libri contabili» e, di fronte ad un nuovo rifiuto da parte dell'amministrazione cittadina, scomunicò i procuratori stessi. Nuovi tentativi per assumere il controllo del succorpo furono fatti dal vescovo l'anno seguente, il quale sortì come unico effetto la concessione grazie ad un breve apostolico di papa Clemente VIII del 2 maggio 1603 di poter celebrare nella cappella una messa in occasione della festa di Sant'Erasmo. Il succorpo inoltre, per disposizione del magistrato civico, veniva officiato ogni mercoledì da un canonico della cattedrale.

### Il rifacimento seicentesco

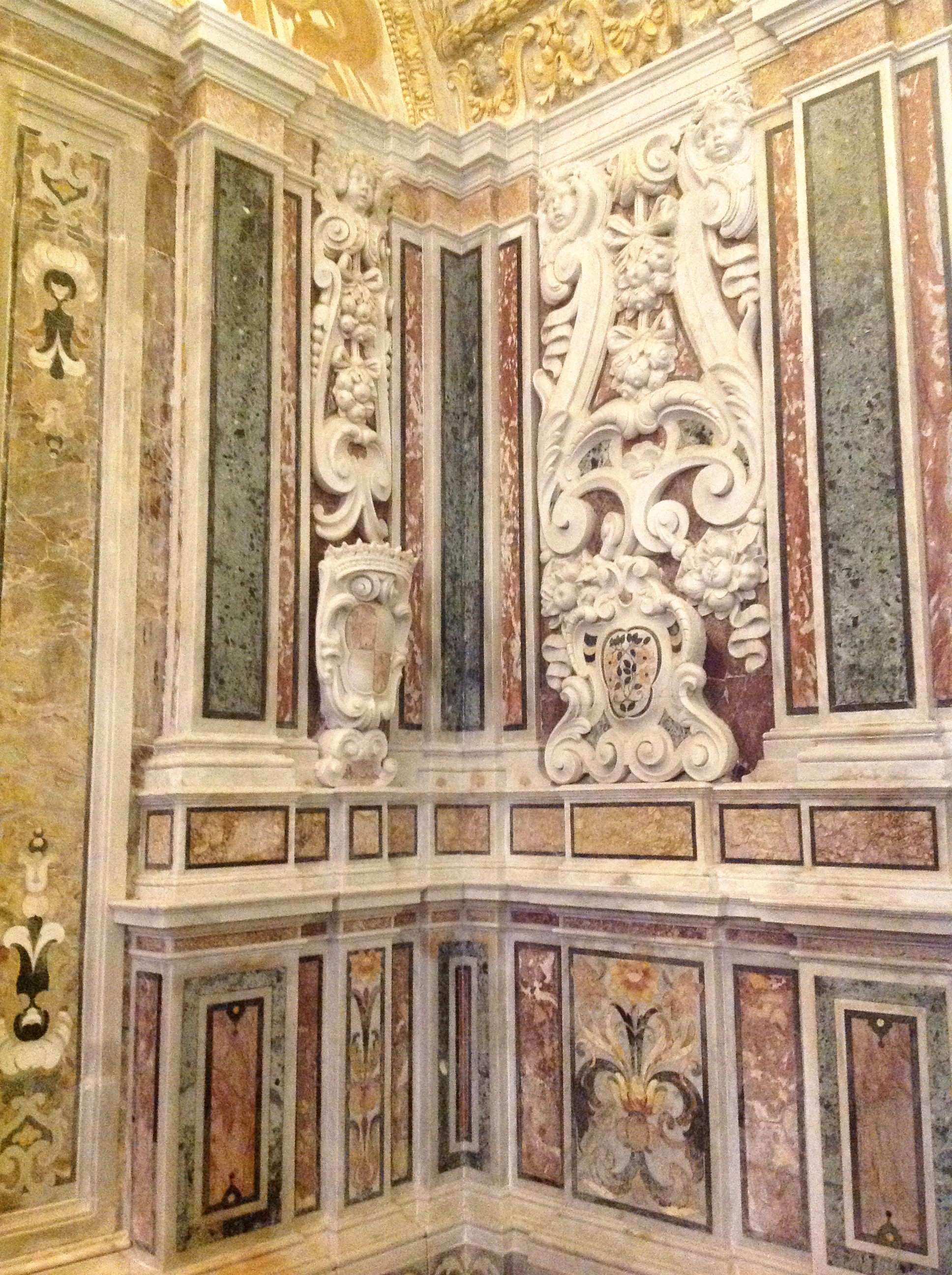
Particolare della decorazione marmorea seicentesca delle pareti.

Il succorpo venne completato nel 1607, anno in cui vi furono traslate le reliquie. Il risultato non venne reputato soddisfacente dal magistrato cittadino tanto che già nel 1608 chiese di poterne innalzare la volta al vescovo Pedro de Oña, O. de M., il quale rifiutò sia per i cattivi rapporti con l'amministrazione cittadina (dovuti anche alle sue ambizioni di controllo della cappella di Sant'Erasmo), sia perché tale operazione avrebbe comportato il rifacimento del soprastante presbiterio inaugurato appena 11 anni prima. Pedro de Oña alla sua morte (avvenuta nel 1626 avrebbe voluto farsi inumare all'interno del succorpo, ma ciò gli fu negato dal magistrato civico. Nel 1609 vennero demoliti i due altari ad essa più prossimi all'abside che custodivano i resti dei santi Casto e Secondino (altare di destra) e di sant'Eupuria (altare di sinistra) che furono provvisoriamente collocati nel succorpo all'interno di una cassa in piombo; in particolare, le reliquie della santa erano state oggetto di un rinvenimento miracoloso all'interno dell'antica cattedrale di Santa Maria del Parco nel maggio 918.
I lavori di rifacimento del succorpo non iniziarono che nel 1617 e il 1º aprile dello stesso anno venne formata una commissione che soprintendesse alle operazioni. Nel marzo 1618 venne finanziata la demolizione di alcune case annesse al campanile per permettere l'ampliamento della piazza antistante che consentisse un più semplice accesso alla cappella. Venne inoltre distrutto l'originario pavimento del presbiterio cinquecentesco per consentire l'innalzamento di oltre un metro della volta del succorpo.

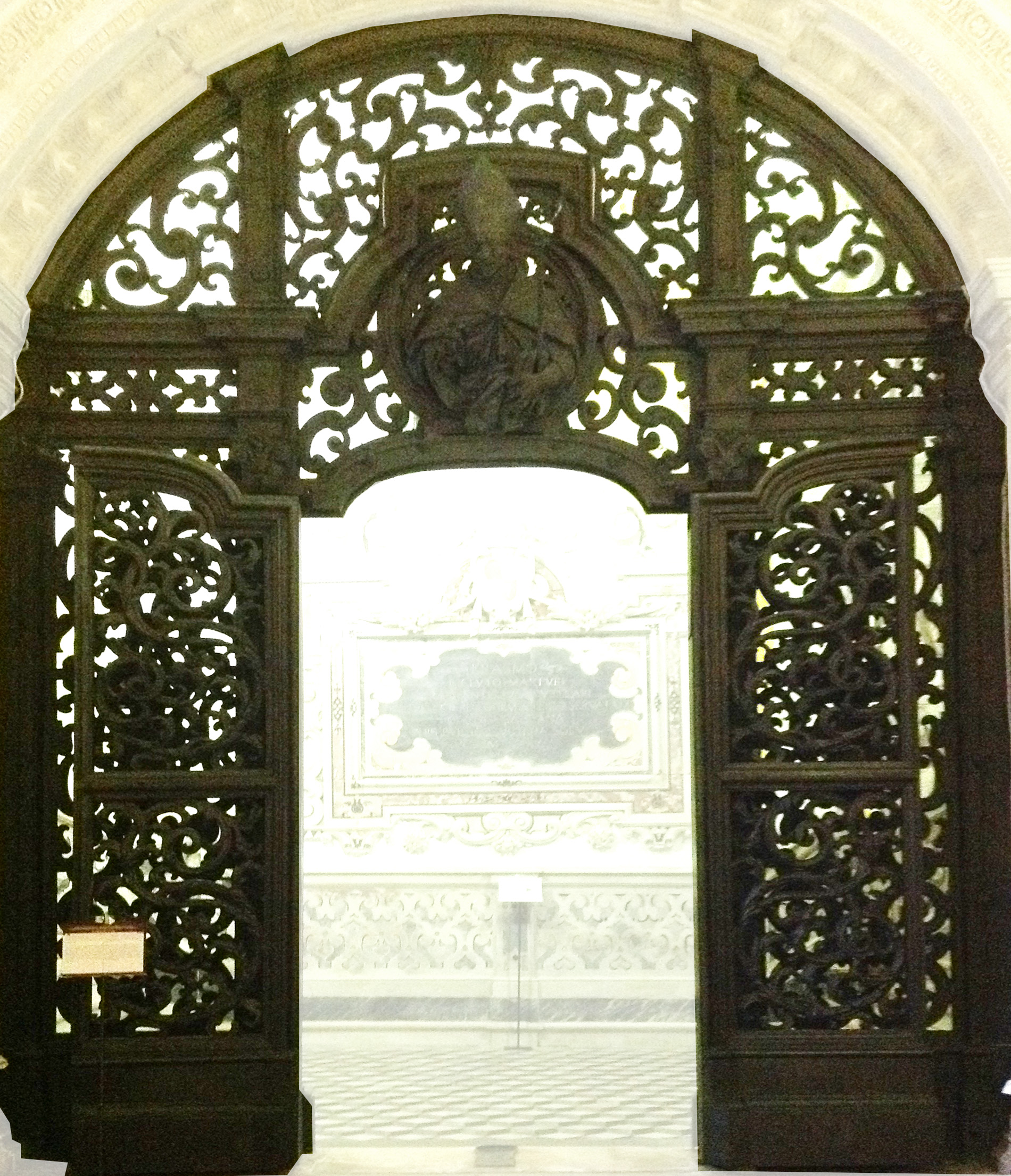
Il cancello bronzeo realizzato da Antonio Perrella nel 1700-1701.

Nel 1619 fu affidata a Jacopo Lazzari, scultore e marmoraro fiorentino attivo a Napoli, la decorazione della muratura interna dell'ambiente; l'anno successivo la struttura doveva essere terminata anche se ancor priva di gran parte delle sue decorazioni, in quanto il 9 aprile vi furono solennemente trasportate le reliquie demolendo l'altare dell'incorpo che le accoglieva. Esse furono posizionate entro due sarcofagi romani del III-IV secolo: nel primo vennero collocati un sarcofago più piccolo contenente le spoglie dei santi Erasmo, Probo e Innocenzo ed un'urna marmorea con quelle di san Marciano, nel secondo invece un altro sarcofago di minori dimensioni con le spoglie dei santi Casto, Secondino ed Eupuria. Poiché nell'altare del succorpo non vi era posto per le reliquie di sant'Albina, queste furono situate sotto la mensa dell'altare maggiore della cattedrale. Spettava alla città la nomina e l'erogazione dello stipendio ad un sacerdote con funzione di cappellano del succorpo, con assegno annuo per il sacrestano della cattedrale affinché ogni notte alle ore 3 suonasse con una piccola campana il coprifuoco Dopo il trasferimento delle reliquie dei santi nella nuova cappella, l'incorpo fu convertito in sepoltura per i canonici della cattedrale e, con la costruzione della nuova facciata neogotica della basilica (inizi del XX secolo) esso venne dotato di un accesso indipendente. Dionisio Lazzari, figlio di Jacopo (morto nel 1640), a partire dal 1644 si occupò del completamento delle sei nicchie, delle quali il padre ne aveva realizzate soltanto quattro, destinate ad accogliere le statue dei santi (che in origine dovevano essere in marmo), entro il 1655 della realizzazione della balaustra in marmi policromi e della costruzione della doppia scalinata e del vestibolo d'accesso nel 1650 circa; nel 1666 nel vestibolo venne posta un'iscrizione frutto del voto fatto dalla città di Gaeta per essere scampata all'epidemia di peste del 1656. Il pavimento venne commissionato nel 1661 a Giuseppe Gallo al quale fu poi intimato di rifinirlo in breve tempo in quanto la sua realizzazione era stata reputata mediocre. Tra il 1662 e il 1664 Giacinto Brandi dipinse la volta e la pala d'altare (che andò a sostituirne una precedente, ritenuta mediocre). Nel 1670 Dionisio Lazzari si occupò del rifacimento del paliotto marmoreo dell'altare, mentre nel 1689 venne completata la decorazione della scalinata d'accesso con la fascia in marmi bicromi intarsiati; nel 1701 venne messo in opera il monumentale cancello in bronzo.

### L'apparato decorativo argenteo

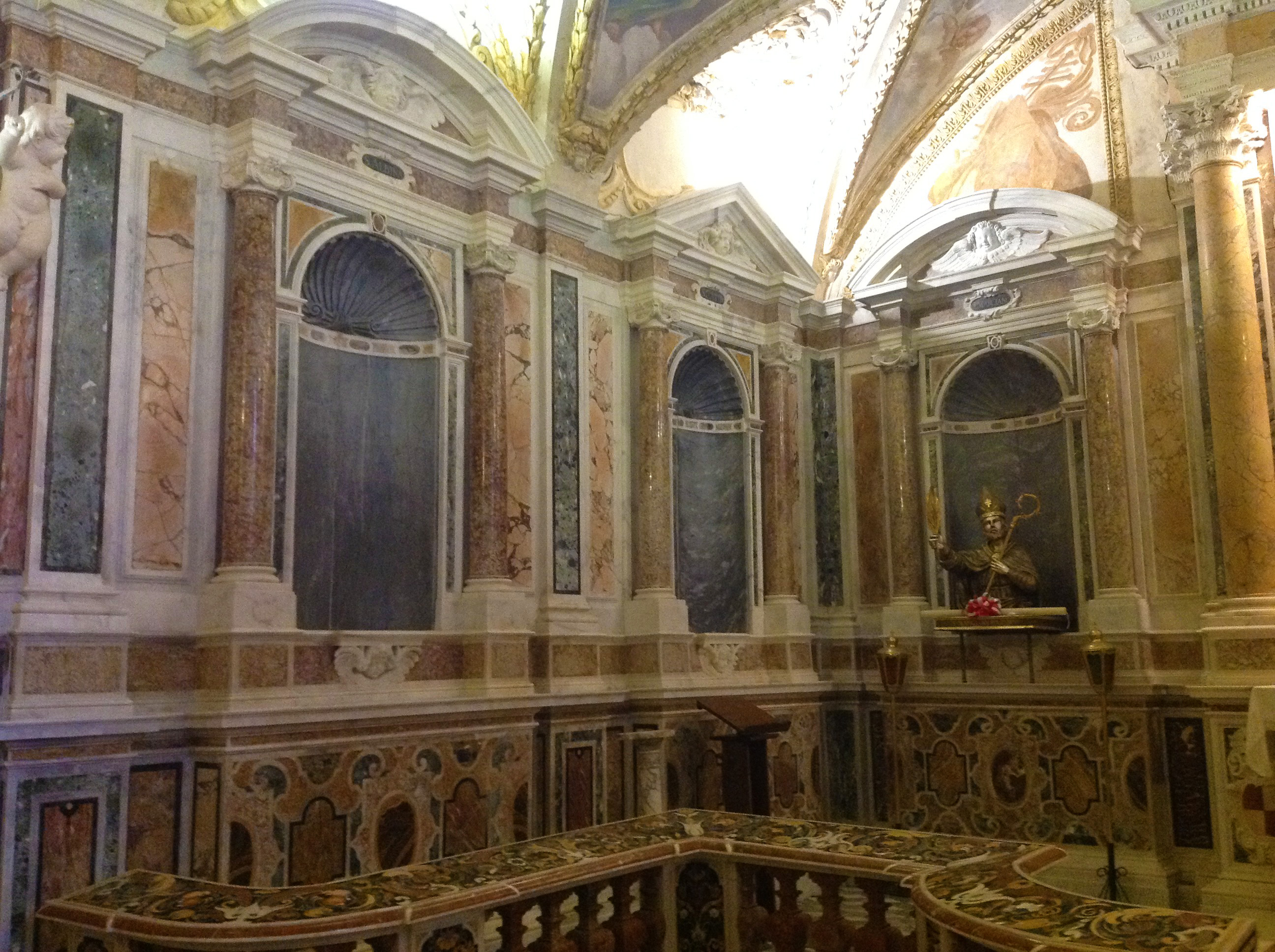
Le nicchie di sinistra del presbiterio che accoglievano le statue argentee dei santi (da sinistra a destra) Albina, Casto e Marciano.

A partire dal febbraio 1676 iniziò il finanziamento annuo del comune di Gaeta (ricavato da alcune tasse, dapprima da quella sulla neve e poi da quella sul pane) dell'apparato decorativo scultoreo in argento. La realizzazione di quest'ultimo (consistente nelle statue dei sei santi sepolti nel succorpo, nel paliotto dell'altare e in altri arredi) proseguì per tutto il secolo successivo ed ebbe particolare impulso durante l'episcopato di Gennaro Carmignani, C.R. (1738-1770). L'intero apparato (ad eccezione delle statue di Sant'Erasmo e di San Marciano) andò perduto in seguito alla requisizione del 1798 da parte del Regno di Napoli, che le fuse ricavandone 130 kg per coniare monete.
Il manufatto più antico, anteriore al succorpo stesso, era la statua di Sant'Erasmo (originariamente un busto), realizzata intorno al 1303 (millenario del martirio del patrono) grazie alla benemerenza di Carlo II d'Angiò dagli argentieri reali di Napoli, ai quali era stata commissionata dalla città di Gaeta. La scultura presentava una struttura portante lignea ornata con elementi argentei incrementati nel corso dei secoli; il santo era raffigurato a grandezza naturale, seduto su un ricco trono barocco con baldacchino realizzato nel 1718, con testa policroma e rivestito della mitra e del piviale, con razionale del XIV secolo recante incisa la scena Maria che allatta Gesù Bambino tra due angeli cerofori; egli era rappresentato in atteggiamento benedicente e recava in mano un prezioso pastorale (anch'esso del XIV secolo) con l'Annunciazione nel ricciolo e, sul nodo, i Santi Innocenzo, Casto, Secondino, Marciano ed Eupuria. In occasione dei festeggiamenti in onore di sant'Erasmo, la statua veniva esposta sull'altare maggiore della cattedrale costruito da Dionisio Lazzari nel 1670-1683 che, al di sopra del tabernacolo (realizzato nel 1710), presenta ancora la mensola predisposta all'ostensione del simulacro.
Nel 1690 risultavano completate le suppellettili argentee dell'altare, costituite da crocifisso, candelieri e carte gloria; esse venivano custodite in casa di uno dei procuratori del succorpo ed utilizzate solamente in occasione della festa del patrono. Nel 1695 venne realizzata in argento la statua di San Marciano da parte degli argentieri Paolo e Antonio Perrella su disegno di Lorenzo Vaccaro. Il santo era raffigurato in piedi con nella mano sinistra la palma del martirio ed un libro, e nella destra un pastorale; quest'ultimo, dal momento che quello originario era andato perduto, venne sostituito nel XIX secolo con uno in legno e poi nel 1976 con quello argenteo dell'arcivescovo Francesco Niola, realizzato nel 1903 in stile neogotico. In occasione della requisizione del XVIII secolo venne asportata la parte posteriore del piviale argenteo indossato dal santo, sostituita con un'asse di legno. Nel 1696 venne fatta la statua di Sant'Innocenzo, mentre nel 1719 quella di San Casto e nel 1721 quella di San Secondino. Le statue originarie di Sant'Albina e di Santa Eupuria erano in legno e furono sostituite nel 1724 con altrettante in argento, scolpite su disegno di Domenico Antonio Vaccaro dall'argentiere Giovan Battista Buonacquisto coadiuvato da Gioacchino Villani e Tommaso Treglia e dal cesellatore Nicola Pisotti.. Le sei statue, tutte a grandezza naturale, erano alloggiate entro altrettante nicchie marmoree poste lungo le pareti del presbiterio del succorpo e ai lati dell'altare.

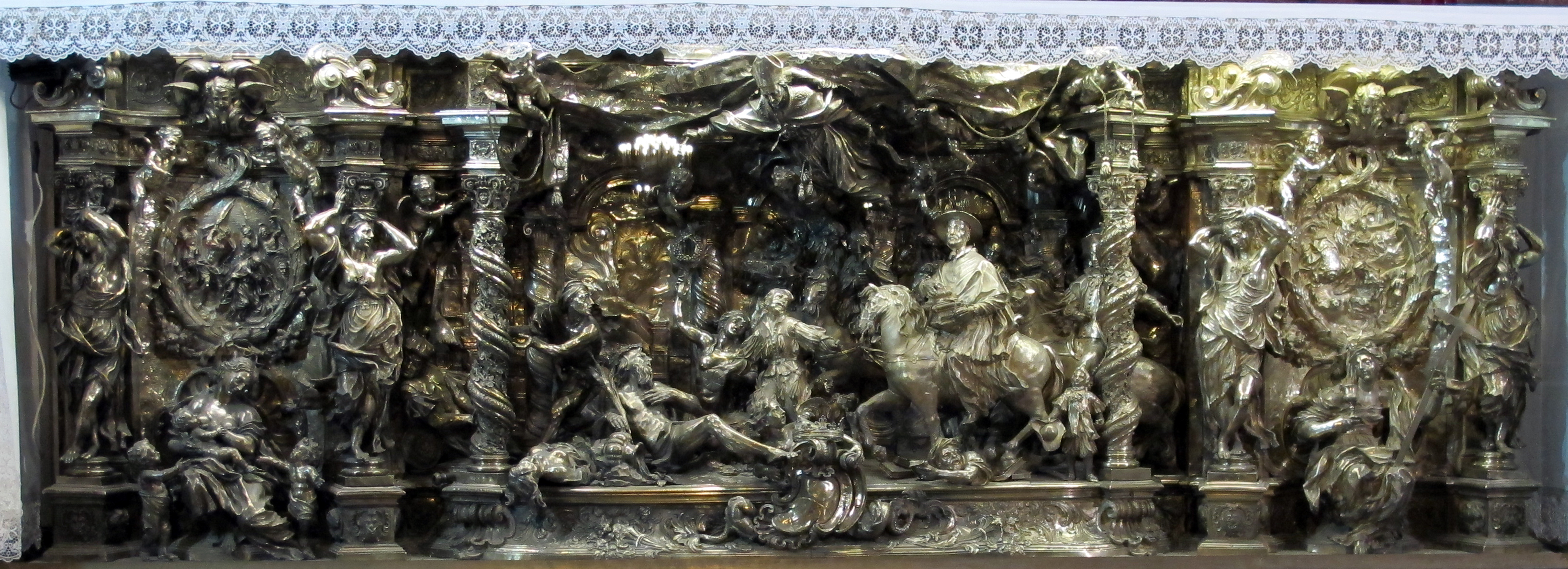
Il paliotto argenteo della reale cappella del Tesoro di san Gennaro a Napoli, al quale era ispirato quello perduto del succorpo della cattedrale di Gaeta.

Nel 1724 venne acquistato un nuovo ostensorio, mentre nel 1741 numerose suppellettili liturgiche tra le quali lampade, candelabri e un crocifisso per l'altare. Nel 1749 fu realizzato un paliotto in argento massiccio per l'altare, ispirato a quello dell'altare maggiore della reale cappella del Tesoro di san Gennaro a Napoli opera di Giovan Domenico Vinaccia (1692-1695). Il pregevole manufatto raffigurava la Traslazione del corpo di sant'Erasmo da Formia a Gaeta. Il paliotto e la statua di Sant'Erasmo venivano esposti esclusivamente in occasione dei festeggiamenti annuali per il santo patrono.
In seguito alla requisizione borbonica le due statue superstiti di Sant'Erasmo e San Marciano vennero custodite nella cappella del Tesoro annessa alla sacrestia capitolare. Durante la seconda guerra mondiale le statue argentee furono trasferite insieme ad altre opere d'arte della cattedrale presso la Biblioteca apostolica vaticana per prevenirne il trafugamento e tornarono a Gaeta nel 1945. Nel 1973 venne restaurato il piviale di San Marciano ripristinandone la parte posteriore in argento. Nella notte tra il 21 e il 22 aprile 1980 le due statue subirono un primo furto, venendo mutilate e private di vari elementi dei quali il braccio benedicente e del razionale cesellato la statua di Sant'Erasmo, il pastorale neogotico quella di San Marciano; inoltre, nella notte tra il 14 e il 15 gennaio dell'anno successivo entrambe furono trafugate nella loro interezza ad eccezione della testa policroma e di parte del trono ligneo di Sant'Erasmo e di alcuni brandelli e del pastorale ottocentesco (che aveva sostituito quello dell'arcivescovo Niola) di San Marciano. Seguì una sottoscrizione popolare che portò alla realizzazione nel 1984-1985 di due nuove statue realizzate in bronzo argentato da Erasmo Vaudo; tuttavia esse non trovarono mai luogo nel succorpo, bensì dapprima all'interno della cattedrale, dal 2008 nell'atrio della stessa.

### Vicende successive

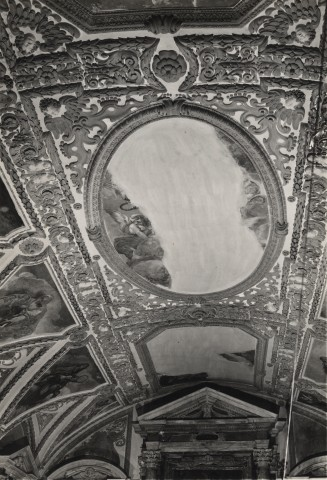
La volta del succorpo con i dipinti danneggiati dal bombardamento del 1943.

Nel corso dei secoli successivi il succorpo non subì alterazioni sostanziali.
Nel 1715 il vescovo José Guerrero de Torres, O.E.S.A. avrebbe voluto impossessarsi degli argenti del succorpo, motivo per cui essi furono affidati dal magistrato civico di Gaeta alle monache di San Montano; nel 1718 Guerrero de Torres pretese di introdursi nell'amministrazione del succorpo, ma il presidente Gaetano Argento fermamente ribadì il patronato esclusivo della città sulla cappella. Nel 1820 l'amministrazione fu affidata alla cittadina congrega di carità cui subentrò, nel 1851, la commissione pubblica di beneficenza successivamente divenuta l'istituto pubblico di assistenza e beneficenza "Santissima Annunziata". Nel 2003 insieme all'intera cattedrale (ad eccezione del campanile) il succorpo venne gratuitamente donato dal comune di Gaeta all'arcidiocesi.
La cappella venne dotata di un organo positivo che venne alienato nel corso degli anni 1950; la presenza di un organo a canne nell'incorpo è testimoniata fin dal 1529. Il succorpo disponeva inoltre di un clavicembalo per l'accompagnamento delle liturgie che, in occasione dei festeggiamenti per il patrono, veniva portato in cattedrale e usato per il solenne pontificale del 2 giugno; esso venne suonato dall'organista della cattedrale fino a che il succorpo non assunse un organista proprio. È possibile che, nell'ambito di alcune modifiche interne all'arredo della cattedrale promosso nel 1828 dal vescovo Luigi Maria Parisio, con la realizzazione di una doppia scalinata di accesso al presbiterio della basilica nella navata centrale, venisse ridotta ad una lunetta di modeste dimensioni l'ipotetica arcata seicentesca originaria avente la medesima larghezza della navata stessa, che avrebbe dato luce al vestibolo del succorpo.

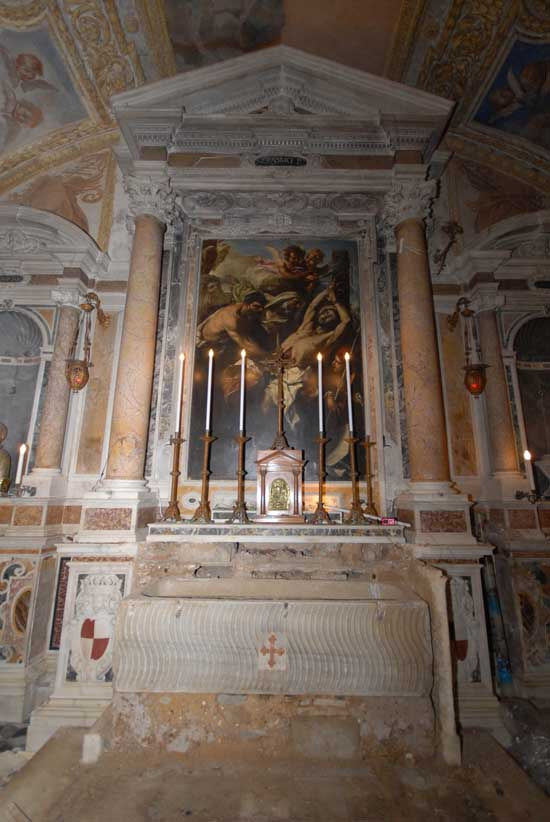
L'altare durante la ricognizione canonica del 2008.

Nella notte tra l'8 e il 9 settembre 1943 la città di Gaeta venne bombardata dall'aviazione tedesca e un ordigno colpì la cattedrale causando ingenti danni; lo stesso succorpo subì la perdita di parte dei dipinti della volta, restaurati nel 1952 e nel 2010-2014 senza integrare le parti andate perdute; mentre la specchiatura con Dio Padre con cherubini è andata irrimediabilmente perduta, nel 2015 è stata ricostruita quella con la Gloria di sant'Erasmo, della quale si erano conservati maggiori brani ed una testimonianza fotografica.
Nel 1971 all'interno delle nicchie delle pareti del presbiterio rimaste vuote, vennero posizionati cinque busti in legno argentato (quattro di Apostoli e uno di San Gennaro) e l'urna marmorea con le spoglie di san Montano, proveniente dalla chiesa di Santa Caterina d'Alessandria; furono successivamente rimossi.
Il 25 aprile 2008 venne condotta dall'arcivescovo Fabio Bernardo D'Onorio, O.S.B. una nuova ricognizione canonica delle reliquie contenute all'interno dell'altare del succorpo e successivamente venne dotato di due busti reliquiari raffiguranti Sant'Erasmo e San Marciano. Negli anni seguenti venne donata alla cappella una lampada argentea di ambito veneziano del XVII secolo. Nell'ambito dei restauri che hanno interessato l'intera cattedrale e che si sono conclusi nel 2014 le spoglie mortali dei martiri furono trasferite dal succorpo al presbiterio insieme ai relativi sarcofagi: i due più piccoli sotto le arcate laterali; dei due più grandi, quello dei santi Casto, Secondino ed Eupuria al posto della mensa dell'altare di San Giuseppe, l'altro invece come nuovo altare maggiore.

## Descrizione

### Esterno
Esternamente il succorpo si presenta in continuità architettonica con la coeva abside soprastante, tanto nella parete posteriore (con paramento murario costituito da pietre irregolari a vista), quanto in quella laterale destra (intonacata di arancione con un cornicione bianco che la divide orizzontalmente). È privo di elementi decorativi ad eccezione di una nicchia che si apre nella parte inferiore della parete posteriore, lungo vicolo Caetani, con arco in mattoncini sorretto da due mensole marmoree scolpite a rilievo, che accoglie a ridosso di una parete in opera reticolata il fusto di una colonna di spoglio sormontata da una moderna icona della Madre di Dio Glycophilousa.

### Scalinata e vestibolo

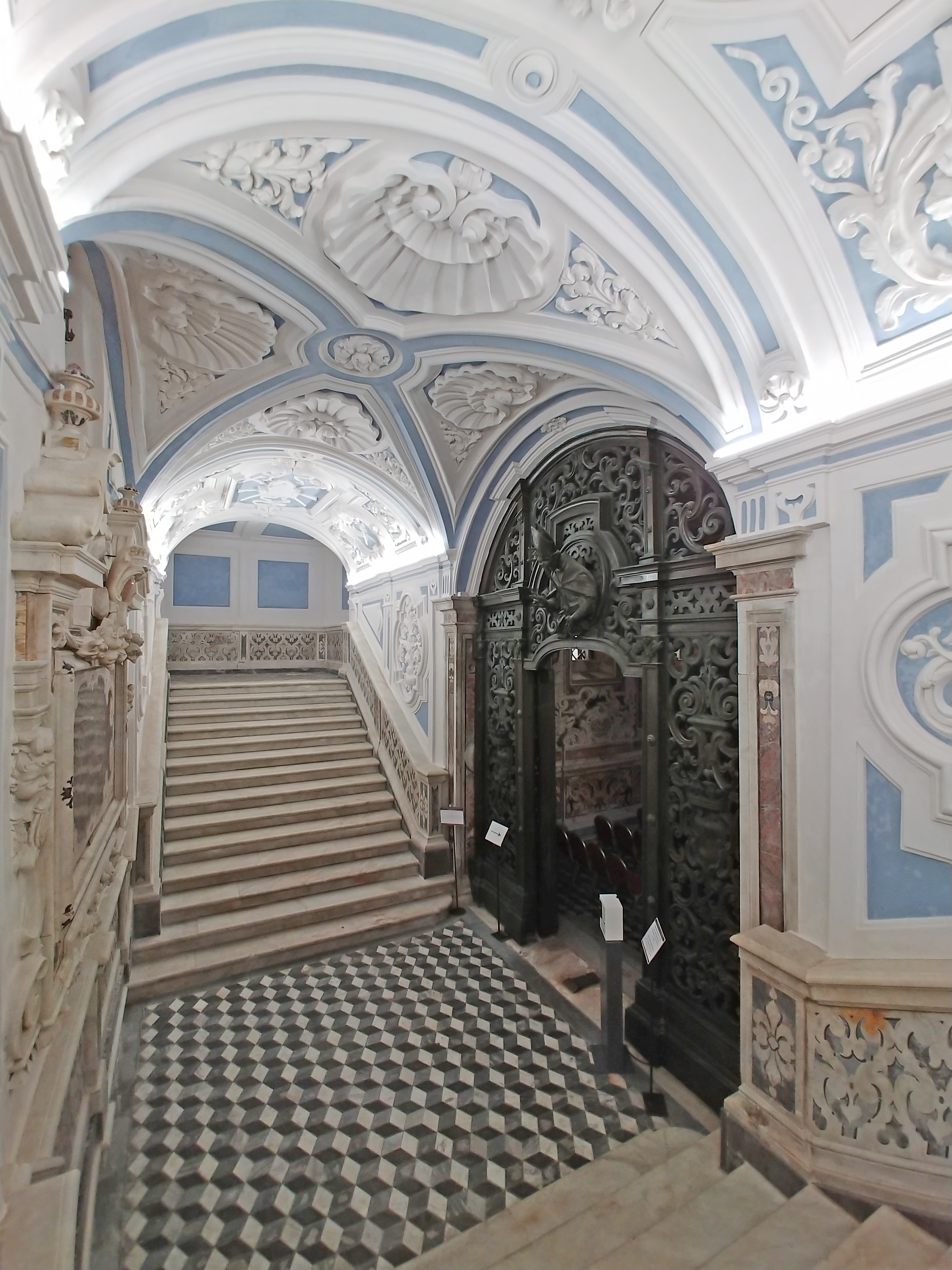
La scalinata e il vestibolo.

L'accesso al succorpo avviene esclusivamente dall'interno della cattedrale, tramite una doppia scalinata che si compone di due scalee simmetriche ad angolo retto, ciascuna con due rampe di gradini in marmo; le due rampe superiori danno nella terza campata delle navate laterali e sono poste parallelamente alle scalinate che danno accesso al presbiterio della basilica, con ringhiera ottocentesca in ottone dorato; i cancelletti che chiudono le scale del succorpo presentavano in origine lo stemma della città di Gaeta, successivamente rimosso. Le pareti lungo le due rampe presentano, nella parte inferiore, una decorazione bicroma in marmi intarsiati che imita un elaborato parapetto traforato, realizzata nel 1689; nella parte superiore e sulla volta, invece, vi sono decorazioni a bassorilievo in stucco che lungo le rampe superiori sono costituite da semplici specchiature geometriche, lungo quelle inferiori da decorazioni vegetali e simboli del martirio entro campi di forma diversa. Nel campo centrale della volta della rampa di destra sono intrecciate due palme entro una ghirlanda, mentre in quello della rampa di sinistra vi è una mitra con incrociati dietro un pastorale ed una croce astile; nei campi laterali, palme e gigli incrociati. Le scale sono illuminate da due finestre rettangolari che si aprono verso l'esterno in corrispondenza dei pianerottoli intermedi.
Le due scalinate convergono nel vestibolo, a pianta quadrangolare, posto centralmente al di sotto del limitare anteriore del presbiterio della cattedrale. L'ambiente è illuminato da una finestra ad arco a tutto sesto chiusa da una grata che dà sulla navata della basilica e si apre sulla parete opposta all'ingresso al succorpo. La volta è a crociera ribassata e presenta la medesima esuberante decorazione in stucco delle rampe inferiori della doppia scalea, con al centro di ogni vela una conchiglia. Al di sotto della finestra, vi è la targa fatta apporre nel 1666 dalla città di Gaeta come ringraziamento a sant'Erasmo da parte della popolazione di Gaeta per lo scampato pericolo durante la peste del 1656; è opera di Dionisio Lazzari che, secondo l'idea originaria successivamente accantonata, avrebbe dovuto realizzare una statua a tutto tondo raffigurante sant'Erasmo da collocarsi nella piazza antistante il campanile della cattedrale. La targa è in marmi policromi e presenta la seguente epigrafe in caratteri dorati su sfondo marmoreo nero:
INCLYTO MARTYRI

PRÆSTANTISSIMO TUTELARI

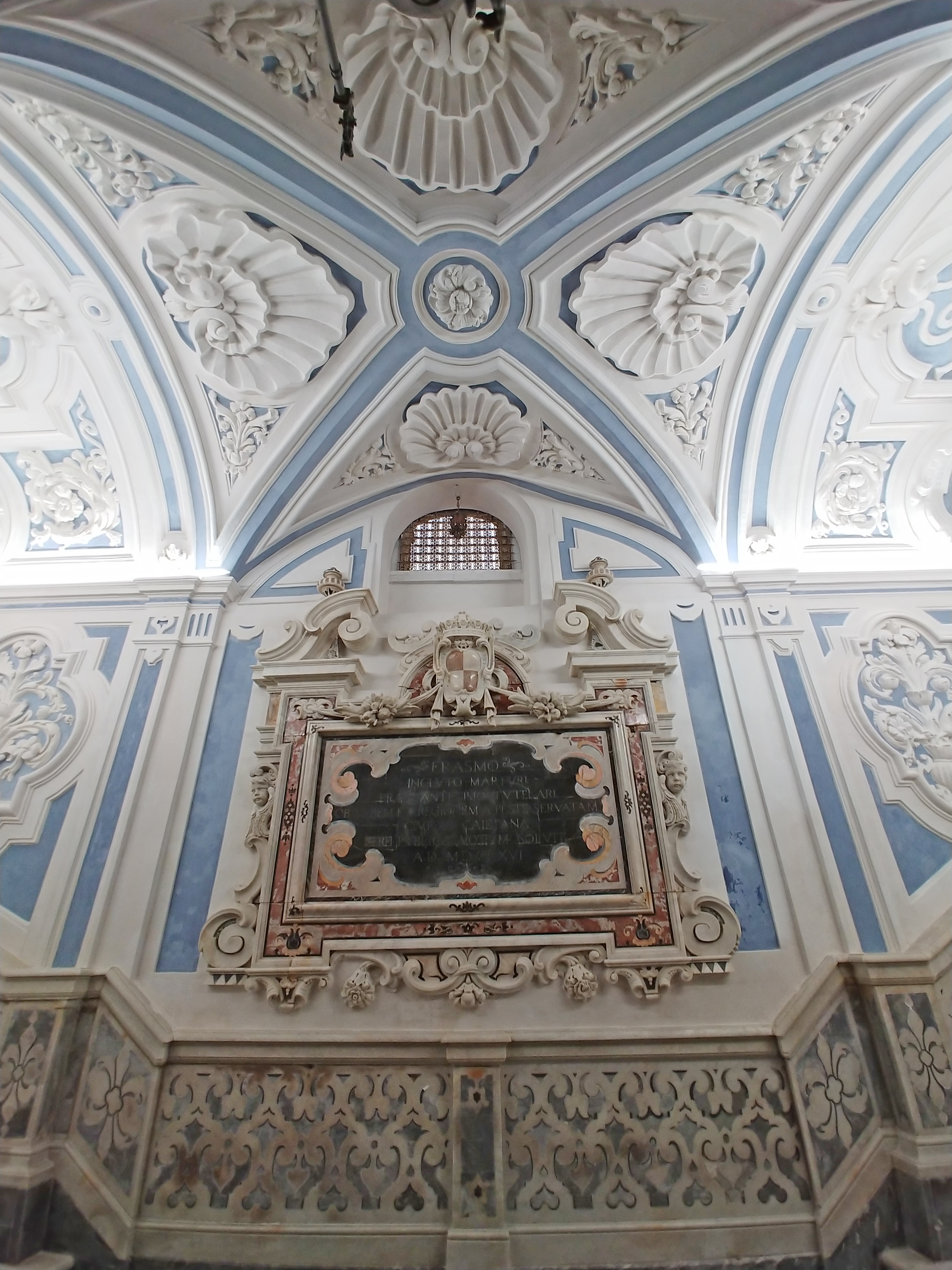
Il vestibolo con la lapide del 1666.

OB REGIONEM ET VRBEM A PESTE SERVATAM

CIVITAS CAIETANA

ÆRE PVBLICO VOTVM SOLVIT

A.D. MDCLXVI»
(Epigrafe sulla lapide del vestibolo.)
L'iscrizione è inserita all'interno di una ricca cornice ornata con intarsi e rilievi tra i quali volute e due teste di angelo alle estremità; la parte apicale è costituita da un timpano spezzato con, al centro, lo stemma di Gaeta a tutto tondo.
Sulla parete opposta a quella della lapide vi è l'ingresso della cappella, costituito da un'ampia arcata ribassata chiusa da un cancello bronzeo realizzato ad imitazione del cancello di Cosimo Fanzago della reale cappella del Tesoro di san Gennaro di Napoli, (1630-1655). Il cancello di Gaeta venne realizzato tra il 1700 ed il 1701 dopo che, in seguito alla realizzazione della decorazione marmorea bicroma delle scale, nel 1689 si era deciso di sostituire le due porte in ferro e ottone con guarnizioni dorate che chiudevano le rampe con un unico cancello al di sotto dell'arcata di accesso del succorpo; l'autore del manufatto, già individuato nell'ambito di Giovan Domenico Vinaccia, è il napoletano Antonio Perrella. La scultura è riccamente ornata con volute ed è caratterizzata dalla presenza al di sopra del doppio battente del busto bifronte raffigurante Sant'Erasmo benedicente inserito all'interno di un oculo centrale.

### Architettura

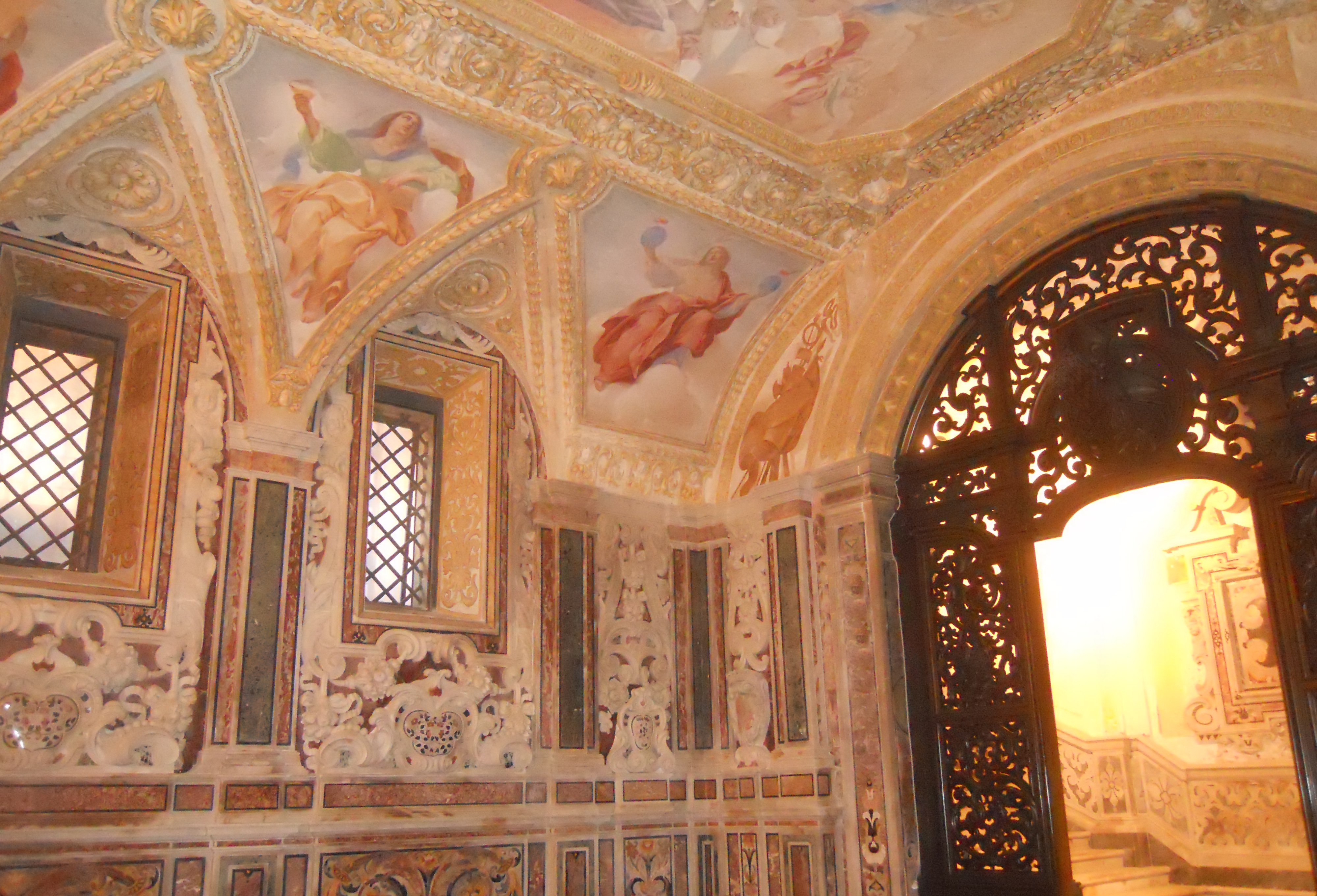
Interno del succorpo verso l'ingresso.

Il succorpo è integralmente in stile barocco. Esso si compone di un unico ambiente a pianta rettangolare coperto con volta a botte ribassata e lunettata. L'illuminazione naturale avviene tramite sei finestre rettangolari con profonda strombatura che si aprono simmetricamente nelle pareti laterali, tre per lato. Non vi è abside: il presbiterio, rialzato di due gradini, occupa la parte terminale della navata.

### Decorazione marmorea
Il pavimento venne realizzato nel 1661 da Giuseppe Gallo secondo un progetto presentato dallo stesso magistrato civico di Gaeta e dallo stesso rifatto nel 1663 dopo che il suo lavoro iniziale era stato giudicato mediocre; è caratterizzato da un semplice disegno geometrico composto da piastrelle a forma di parallelepipedo realizzati in marmi di tre colori differenti: bianco, grigio e nero. La parte frontale del gradino superiore del presbiterio, in marmi policromi intarsiati, venne invece realizzata da Dionisio Lazzari contestualmente alla balaustra.
La parte inferiore delle pareti nell'area riservata ai fedeli presenta una decorazione marmorea, iniziata nel 1663 anch'essa ad opera Giuseppe Gallo che realizzò i gruppi di lesene che idealmente uniscono il piano di calpestio alla base della volta. A partire dal 1666 furono scolpiti da Dionisio Lazzari i riquadri intermedi che presentano intarsi vegetali in marmi policromi, mentre nel 1673 lo stesso artista iniziò la realizzazione dell'esuberante decorazione a rilievo intorno alle finestre (per la quale fu preferito il marmo allo stucco come era inizialmente); tale apparato è presente anche in controfacciata, ai lati dell'arco d'ingresso, dove sono apposti due stemmi della città di Gaeta.

#### Presbiterio

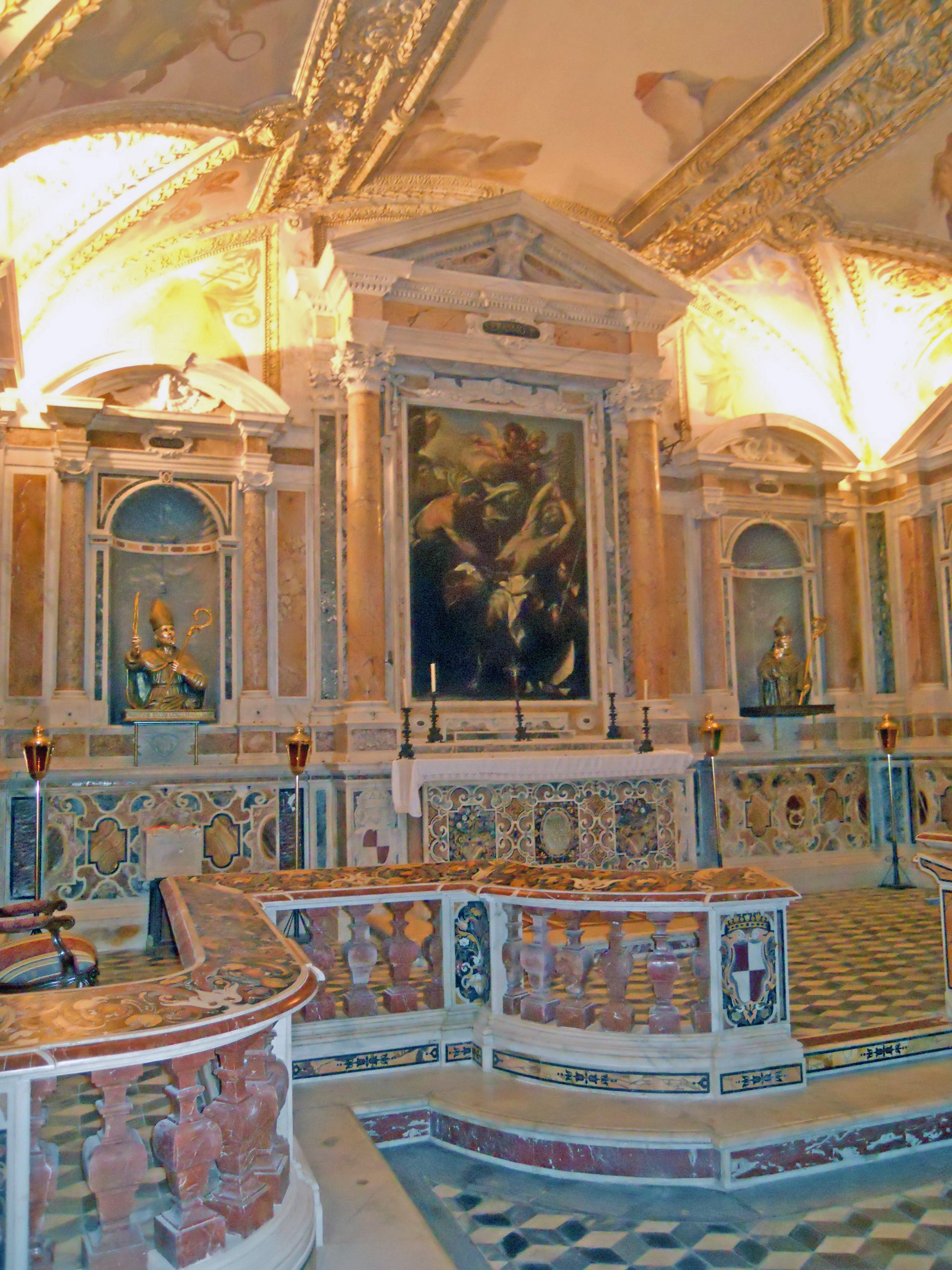
Il presbiterio.

Il presbiterio è delimitato dalla balaustra scolpita da Dionisio Lazzari tra il 1649 e il 1655, il cui andamento segue quello dei gradini a ridosso dei quali è posta per una lunghezza di circa 11,35 m. Essa presenta una ricchissima decorazione in marmi policromi intarsiati: sulla parte superiore del parapetto vi è un intreccio continuo di volute ed elementi vegetali tra i quali fiori in lapislazzuli ed in madreperla; il parapetto è sorretto da balaustri in breccia rossa di Palermo e pilastrini che, sulla parte anteriore, presentano intarsiati vasi di fiori e (quelli più vicini al cancelletto d'ingresso al presbiterio) lo stemma di Gaeta.
Nelle pareti del presbiterio si aprono le sei nicchie ideate per custodire le statue dei santi inumati nel succorpo, due sulla parete di sinistra, due su quella di fondo ai lati dell'altare e due su quella di destra; quattro di esse furono realizzate da Jacopo Lazzari a partire dal 1631 e furono portate a termine dopo la sua morte dal figlio Dionisio a partire dal 1644, il quale si mantenne fedele al disegno del padre. Ciascuna di esse presenta un emiciclo semicircolare affiancato da due colonne ioniche con fusto liscio in morcatello di Spagna e basamento e capitello in marmo bianco, che sorreggono un architrave con al centro un cartiglio in marmo nero recante in caratteri dorati il nome del santo la cui statua si trovava nella nicchia; tali statue (caratterizzate da una ridotta profondità in quanto ideate per rimanere nelle rispettive nicchie) erano sorrette da una mensola con testa di angelo e sostenute da un gancio posto alla base della calotta della nicchia, non più presente; da sinistra a destra, le statue erano quelle di: Sant'Albina, San Casto, San Marciano, Sant'Innocenzo, San Secondino (sebbene il cartiglio rechi il nome di san Probo, che non aveva statua), Santa Eupuria. La cornice architettonica di ciascuna nicchia termina in alto con un timpano alternativamente semicircolare e triangolare, al centro del quale è posta una testa d'angelo. All'interno delle due nicchie ai lati dell'altare si trovano i moderni busti reliquiari processionali dei santi Erasmo (a sinistra, nella nicchia di sant'Innocenzo) e Marciano (a destra, nella nicchia propria).

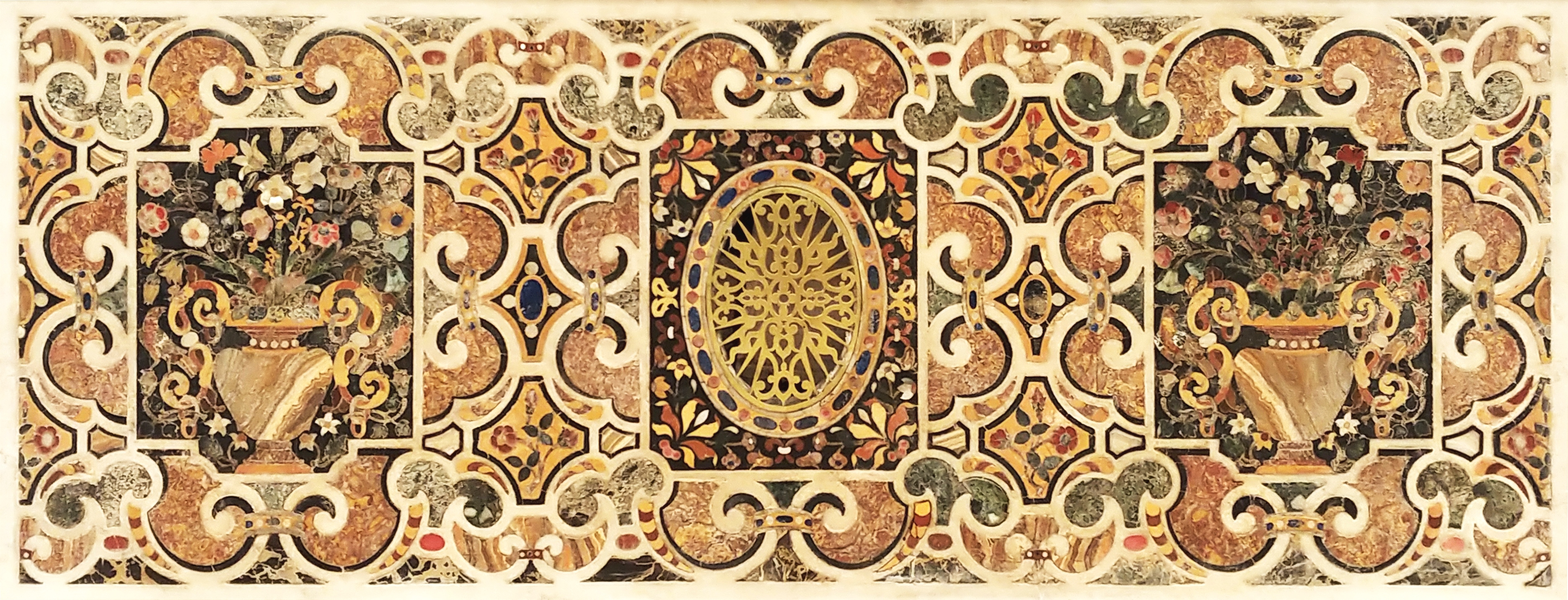
Il paliotto marmoreo dell'altare, di Dionisio Lazzari (1670).

A ridosso della parete di fondo, al centro, trova luogo l'altare realizzato da Jacopo Lazzari entro il 1631. La mensa presenta sulla parte anteriore un ricco paliotto ornato con una fitta decorazione ad intarsio marmoreo in marmi policromi, opera di Dionisio Lazzari che lo fece nel 1670: l'ornato si articola con volute intorno a tre campi principali, dei quali i due laterali con vasi fioriti e quello centrale con un'apertura ovale, chiusa da una grata coeva in ottone dorato, in corrispondenza della quale si trovava la croce in marmo rosso apposta nel 1620 sul sarcofago che conteneva quello dei santi Erasmo, Probo e Innocenzo e l'urna di san Marciano, esso stesso convertito nel 2014 in altare maggiore della cattedrale. Attualmente all'interno dell'altare si trova l'urna marmorea con le spoglie mortali di San Marciano, a forma di parallelepipedo, il cui coperchio modanato presenta inciso il nome del santo. L'altare è sormontato da un timpano triangolare in marmo bianco sorretto da colonne e lesene corinzie lisce e recante, sull'architrave, il cartiglio con il nome di sant'Erasmo, analogamente alle sei nicchie. La pala è inserita all'interno di una cornice marmorea decorata con rilievi raffiguranti festoni, volute ed una testa d'angelo.

### Decorazione pittorica

#### Pareti e volta
La decorazione pittorica si sviluppa in tutta la parte superiore delle pareti, nell'intradosso delle finestre e sulla volta, ed è opera di Giacinto Brandi che vi lavorò tra la seconda metà del 1662 e la fine del 1663, con alcuni importanti ritocchi alle vele nel corso del 1664. I dipinti non vennero realizzati con la tecnica dell'affresco, bensì con quella dell'olio su muro; tale tecnica venne scelta dal pittore, che la conosceva bene avendola già utilizzata più volte, considerando la scarsità dell'altezza della volta (e la conseguente vicinanza a fonti di calore come le fiammelle delle lampade e delle candele) e la miglior tenuta della stessa in un ambiente umido come il succorpo.
La decorazione parietale riguarda gli spicchi ai lati dell'arco d'ingresso (con Insegne militari romane), quelli ai lati dell'altare (con Insegne episcopali) e le lunette con Allegorie di eventi della vita di sant'Erasmo, in gran parte perdute, al di sopra delle nicchie dei santi. Negli intradossi delle finestre vi sono grisaille con soggetto vegetale, anch'esse del Brandi.
La volta presenta una rigida ripartizione geometrica di stampo tardo-manierista in stucco originariamente dorato a foglia oro all'interno del quale il Brandi realizzò l'apparato pittorico limitandosi ad allargare i campi delle vele per realizzare a figura intera e non a mezzobusto i soggetti al loro interno. Lungo l'asse mediano della volta si trovano tre grandi specchiature. Quella più vicina all'ingresso, di forma ottagonale, presenta la Gloria dei santi Albina, Eupuria, Casto, Innocenzo, Marciano, Probo e Secondino ed è l'unico dei tre dipinti centrali a rimanere illeso dal bombardamento nel 1943; in alto sono raffigurate le due sante, sedute sulle nubi con in mano la palma del martirio, mentre in basso vi sono gli altri martiri raffigurati come vescovi senza particolari segni distintivi che permetta di distinguerli l'uno dall'altro. La specchiatura centrale è ovale e reca la Gloria di sant'Erasmo, ricostruita nel 2015 in base ad una testimonianza fotografica; la composizione è caratterizzata da «una forte matrice correggesca» e presenta al centro il santo rivestito dei paramenti e della mitra circondato da numerosi angeli, dei quali alcuni recano vari oggetti tra cui la palma del martirio, il pastorale e la corona di vittoria riservata ai martiri. La specchiatura posta al di sopra del presbiterio, anch'essa ottagonale, è estremamente lacunosa e raffigurava Dio Padre con cherubini. Nelle vele che si intervallano alle unghiature delle lunette sono raffigurate le dieci allegorie delle Virtù proprie di sant'Erasmo sotto forma di personificazione, mentre in quelle a ridosso dell'altare vi sono Cherubini. Le virtù rappresentate, per le quali il pittore fece sintesi tra modelli già esistenti (in particolare quelli codificati nella sua Iconologia da Cesare Ripa nel 1603) e di significati nuovi da lui ideati, sono (dall'ingresso all'altare):
| Lato sinistro |          |          |        |           |       |
| Modestia      | Prudenza | Fede     | Carità | Eternità  | Putti |
| Lato destro   |          |          |        |           |       |
| Divinità      | Sapienza | Fortezza | Umiltà | Penitenza | Putti |

La specchiatura della Modestia reca, nell'angolo in basso a destra, la firma dell'artista a caratteri cubitali: HYACİ.S BRAND.S.

#### Pala d'altare

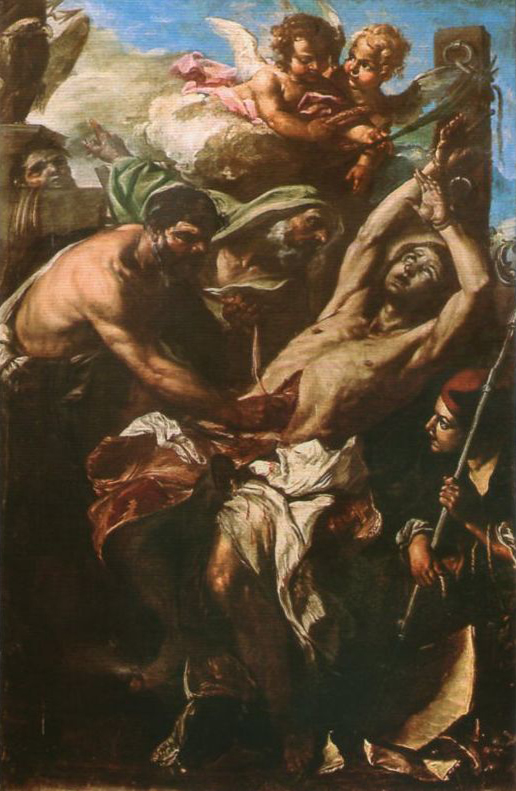
Martirio di sant'Erasmo.

Al centro dell'ancona dell'altare si trova l'olio su tela del Martirio di sant'Erasmo, anch'essa opera di Giacinto Brandi; il dipinto venne commissionato al pittore nel 1663 per sostituirne uno precedente ritenuto inadeguato alla nuova decorazione della cappella, che presentava la stessa scena; il bozzetto venne approvato nel corso dello stesso anno da parte del magistrato civico di Gaeta e l'opera fu realizzata nell'arco del 1664. La pala del succorpo fin da subito fu oggetto di vivo entusiasmo da parte del pubblico tanto da divenire, secondo il biografo Filippo Baldinucci, una delle principali attrazioni della città, e insieme alle altre opere realizzate in Gaeta contribuì ad aumentare la fama dell'artista. Successivamente venne dipinta una copia di minore qualità della tela del Brandi che si trova presso lo stabilimento della Santissima Annunziata in Gaeta, fortemente danneggiata durante la seconda guerra mondiale.
Giacinto Brandi prese come modello la pala col medesimo soggetto dipinta da Nicolas Poussin per l'altare di Sant'Erasmo della Basilica di San Pietro in Vaticano nel 1628 ed attualmente esposta presso la Pinacoteca vaticana. La scena, la cui tragicità è data attraverso il ricorso a tinte scure, presenta un'accentuata plasticità dei corpi e dà particolare attenzione alla psicologia dei personaggi: al centro vi è il santo che, legato ad un palo, sta subendo l'eviscerazione operata dal carnefice che si colloca sulla sinistra; in basso a destra, un persecutore sorregge le insegne episcopali del martire, mentre in alto vi sono degli angeli pronti ad accogliere l'anima del vescovo; chino su sant'Erasmo è un anziano sacerdote, riconoscibile per le bianche vesti nelle quali è avvolto, che gli intima invano di adorare gli idoli. Rispetto al dipinto di Poussin è assente qualunque riferimento alla cultura classica e alla religione pagana per maggiormente sottolineare la drammaticità del martirio; inoltre alla compostezza adottata dal pittore francese si sostituisce un esasperato naturalismo di tradizione ispano-campana, mentre la forte tensione drammatica richiama la tela Quaranta Martiri di Sebaste, realizzata pochi anni prima della pala di Gaeta dal Brandi per la propria cappella di famiglia nella chiesa delle Santissime Stimmate di San Francesco a Roma.